# William "Bull" Nelson
William "Bull" Nelson (27. september 1824 – 29. september 1862) var en amerikansk officer og general, som under den amerikanske borgerkrig havde kommandoen over Unionshæren Army of Kentucky. Han var den eneste søofficer som opnåede rang af generalmajor i hæren. Han blev skudt og dræbt af en generalskollega, Jefferson C. Davis, under et skænderi i 1862.
Nelson var søn af en læge og blev født nær Maysville, Kentucky, og gik på Norwich Academy. Han blev indrulleret i flåden som kadet den 28. januar 1840, og havde frem til 1855 opnået rang af løjtnant. Mens han var i flåden havde han kommandoen over et batteri i Belejringen af Veracruz i 1847. Han gjorde tjeneste i Middelhavet og Stillehavet og i 1858, som kaptajn på Niagara, transporterede han en gruppe negre, som var blevet reddet fra slaveskibet Echo til Afrika. Ved udbruddet af Borgerkrigen fik han kommandoen over kanonbådene på Ohiofloden.
Nelsons familie var venner af præsident Abraham Lincoln. Hans bror Thomas Henry Nelson blev udnævnt til ambassadør i Chile, mens William gennemførte en række målinger af de politiske holdninger i Kentucky og rapporterede sine resultater direkte til præsidenten. I april rekrutterede Nelson soldater til Unionen og etablerede Camp Dick Robinson i Garrard County og gjorde det til et samlingssted for folk fra Kentucky, som var loyale overfor Unionen.
Han blev overført til tjeneste i hæren den 16. september 1861, med rang af brigadegeneral. Hans første opgave var som brigadekommandør i militærområdet Cumberland, men i december havde han kommandoen over en division i Army of the Ohio under generalmajor Don Carlos Buell.
Nelsons division kom først i kamp på andendagen af slaget ved Shiloh den 7. april 1862, da Buells hær ankom lige i tide til at kunne gennemføre et modangreb på sydstatshæren og bringe sejr til Ulysses S. Grant. Han deltog i fremrykningen til Corinth under Henry W. Halleck og i Buell's fremrykning mod Chattanooga. Han blev forfremmet til generalmajor den 17. juli 1862, og fik kommandoen over Army of Kentucky i August. Den 30. august 1862 blev Nelson grundigt besejret af Edmund Kirby Smiths konfødererede styrker i slaget ved Richmond. Han blev selv let såret, men mistede over 5.300 mand (sammenlignet med Sydstaternes tab på 451). Han havde kommandoen over Louisville, Kentucky, da sydstatsgeneralen Braxton Bragg truede byen.
Han blev dræbt i Galt House i Louisville, da han blev skudt i brystet af sin officerskollega brigadegeneral Jefferson C. Davis, som han havde fornærmet ved tidligere lejligheder og netop havde slået i ansigtet. Nelson døde i løbet af nogle få minutter og ligger begravet på sit fødested, Maysville, Kentucky. Davis blev arresteret, men blev aldrig dømt for at have dræbt Nelson.